# Daryl Boyle
Daryl Boyle (* 24. Februar 1987 in Sparwood, British Columbia) ist ein ehemaliger deutsch-kanadischer Eishockeyspieler, der im Verlauf seiner aktiven Karriere zwischen 2004 und 2025 unter anderem 784 Spiele für die Augsburger Panther, Schwenninger Wild Wings und den EHC Red Bull München in der Deutschen Eishockey Liga (DEL) auf der Position des Verteidigers bestritten hat. Mit den Münchenern gewann Boyle insgesamt viermal die deutsche Meisterschaft. Zudem erreichte er im Trikot der deutschen Nationalmannschaft den Gewinn der Silbermedaille bei den Olympischen Winterspielen 2018.

## Karriere

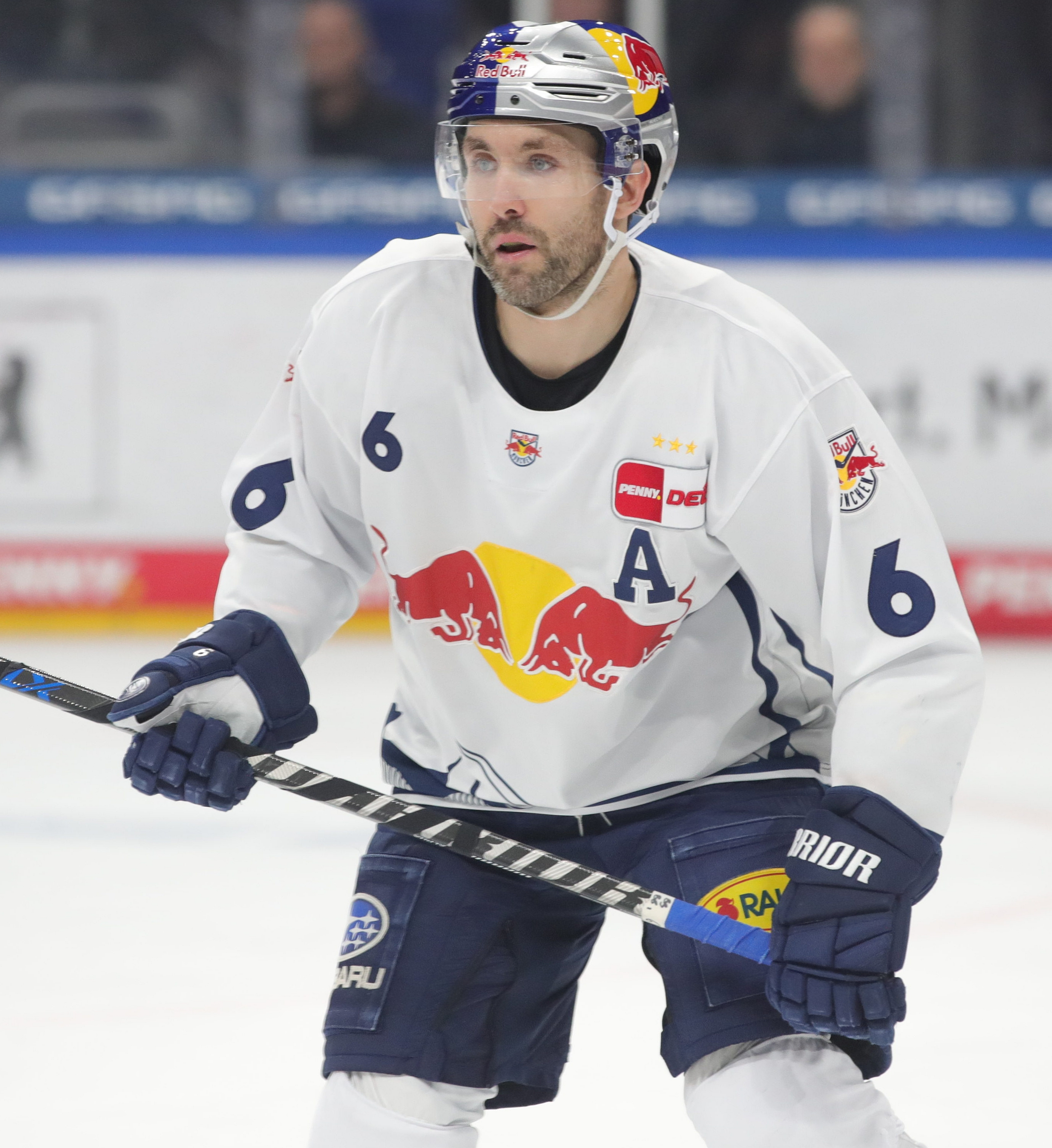
Boyle im Trikot des EHC Red Bull München (2023)

Daryl Boyle begann seine Karriere als Eishockeyspieler bei den Crowsnest Pass Timberwolves, für die er in der Saison 2003/04 in der Alberta Junior Hockey League (AJHL) aktiv war. Anschließend spielte der Verteidiger vier Jahre lang für die Brandon Wheat Kings aus der kanadischen Top-Juniorenliga Western Hockey League (WHL), ehe er gegen Ende der Saison 2007/08 für die Norfolk Admirals aus der American Hockey League (AHL) sein Debüt im professionellen Eishockey gab. Bei den Norfolk Admirals verbrachte er auch die komplette folgende Spielzeit. Die Saison 2009/10 begann er bei den Rockford IceHogs, ehe er im Januar 2010 innerhalb der AHL zu den Peoria Rivermen wechselte. In der Saison 2010/11 lief er parallel für Peoria in der AHL und dessen Kooperationspartner Alaska Aces in der ECHL auf. Mit den Aces gewann er am Ende des Spieljahres den Kelly Cup.
Zur Saison 2011/12 wurde Boyle von den Augsburger Panthern aus der Deutschen Eishockey Liga (DEL) verpflichtet. Er blieb drei Jahre in Augsburg und war in den Spielzeiten 2012/13 sowie 2013/14 Mannschaftsführer. Im März 2014 wurde er vom DEL-Konkurrenten EHC Red Bull München unter Vertrag genommen. Mit München wurde er 2016, 2017 und 2018 dreimal in Folge Deutscher Meister, ehe im Jahr 2023 der vierte Titelgewinn folgte. Dazwischen lagen zwei Vizemeisterschaften. Nach der vierten Meisterschaft verließ der Deutsch-Kanadier den Klub nach insgesamt neun Jahren und wechselte zum Ligakonkurrenten Schwenninger Wild Wings. Dort verbrachte Boyle zwei Spielzeiten. Nach der Saison 2024/25 beendete der 38-Jährige seine aktive Karriere.

### International
Im Oktober 2013 wurde Boyle erstmals in den Kader der deutschen Nationalmannschaft berufen und feierte seinen Länderspieleinstand im Rahmen des Deutschland Cups. In der Folge nahm der Verteidiger auch an der Weltmeisterschaft 2016 teil und schaffte im folgenden Jahr die erfolgreiche Olympiaqualifikation mit dem deutschen Kader. Im Rahmen der Olympischen Winterspiele 2018 in Pyeongchang gewann Boyle die Silbermedaille. Am 7. Juni 2018 wurde ihm von Bundespräsident Frank-Walter Steinmeier das Silberne Lorbeerblatt verliehen.

## Erfolge und Auszeichnungen
| - 2008 WHL East Second All-Star Team - 2011 Kelly-Cup-Gewinn mit den Alaska Aces - 2016 Deutscher Meister mit dem EHC Red Bull München - 2017 Deutscher Meister mit dem EHC Red Bull München | - 2018 Deutscher Meister mit dem EHC Red Bull München - 2019 Deutscher Vizemeister mit dem EHC Red Bull München - 2022 Deutscher Vizemeister mit dem EHC Red Bull München - 2023 Deutscher Meister mit dem EHC Red Bull München |

### International
- 2018 Silbermedaille bei den Olympischen Winterspielen

## Karrierestatistik

### International
Vertrat Deutschland bei:
- Weltmeisterschaft 2016
- Qualifikationsturnier für die Olympischen Winterspiele 2018
- Olympischen Winterspielen 2018

(Legende zur Spielerstatistik: Sp oder GP = absolvierte Spiele; T oder G = erzielte Tore; V oder A = erzielte Assists; Pkt oder Pts = erzielte Scorerpunkte; SM oder PIM = erhaltene Strafminuten; +/− = Plus/Minus-Bilanz; PP = erzielte Überzahltore; SH = erzielte Unterzahltore; GW = erzielte Siegtore; 1 Play-downs/Relegation; Kursiv: Statistik nicht vollständig)